# Немоляев, Константин Викторович
Константин Викторович Немоляев (16 февраля 1905; Москва, Российская империя — 6 ноября 1965; Москва, РСФСР, СССР) — советский актёр театра, кино и озвучивания.

## Биография
Родился 16 февраля 1905 года в Москве в многодетной семье. Отца работал конторщиком, матерь являлась домохозяйкой. Воспитывалось четверо сыноей.
Учился в Московском коммерческом училище, которое окончил до 1918 года, после чего Немоляев со своими родственниками уехал в Лебедянь. Там работал счетоводом. В 1921 году вернулся в Москву, где до 1930 года трудился разнорабочим.
В 1930 году Немоляев поступил в театральный техникум при Московском театре Революции. В 1934 году завершил обучение, и, в этом же году был оставлен в труппе театра. Во время эвакуации «Театра Революции» в 1941 году, Немоляев выступал на различных театральных сценах до 1949 года. Состоял в штате киностудии «Союздетфильм», играл в «Омском театре миниатюр», «Ленинградском театре комедии». Был редиссёром Московского дома народного творчества и являлся актёром «Московского театра драмы и комедии», а в 1949 году по приезде в Германию, Немоляев состоял в театре Группы советский войск, где трудился в качестве актёра и режиссёра. В 1952 году вернулся на родину в Москву, где продолжил сниматься в кино, играя лишь по договорам. Сотни ролей играл на театральной сцене в театрах, снимался в кино с 1932 года. Первой ролью был матрос в фильме «Две встречи», последняя работа вышла в роли Ферапонта Даниловича в фильме «Товарищ Арсений» в 1964 году. Имелись работы в озвучивании.
Ушёл из жизни 6 ноября 1965 года в Москве. Похоронен на Головинском кладбище.

### Личная жизнь[1]
Супруга — Анна Ивановна Немоляева, артистка.
Родной брат — Владимир Викторович Немоляев, кинорежиссёр и сценарист.
Родная племянница — Светалана Владимировна Немоляева, артистка. Она же приходится дочерью его брата Владимира Немоляева.
Племянник — Николай Владимирович Немоляев
По поводу детей информация отсутствует.

## Фильмография и озвучивание
- 1932 — Две встречи — матрос
- 1937 — Человек рассеянный — продавец
- 1939 — В людях — полицейский инспектор
- 1938 — Детство Горького — юродивый
- 1938 — Друзья из табора — белогвардеец
- 1940 — Яков Свердлов — мужик на собрании
- 1941 — Как поссорился Иван Иванович с Иваном Никифоровичем — скрипач
- 1941 — Первопечатник Иван Фёдоров — монах
- 1941 — Старый дом — дворник
- 1945 — Это было в Донбассе — немецкий офицер
- 1953 — Серебристая пыль — Джонни, помощник Джо Твиста
- 1953 — Случай в тайге — Мефодий
- 1954 — Анна на шее — судебный пристав
- 1954 — Море студёное — тракторщик
- 1955 — Княжна Мери — офицер на балу
- 1955 — Мать — табельщик Исайка Горбов
- 1956 — Своими руками — агроном Филатов
- 1957 — Дорогой ценой — турецкий переводчик
- 1957 — Партизанская искра — начальник граб. команды
- 1957—1958 — Хождение по мукам (первый и второй фильм) — Семён Семёнович Говядин
- 1958 — Звероловы — Черепанов
- 1958 — Простая вещь — Розенбах
- 1958 — Юность наших отцов — кулак
- 1959 — Василий Суриков — собеседник Кузнецова
- 1959 — Жестокость — хозяин ресторана
- 1959 — Марья-искусница — третий пират
- 1959 — Фома Гордеев — Игоша
- 1959 — Фуртуна — партизан
- 1960— Воскресение — тюремный врач
- 1961 — Суд сумасшедших — журналист
- 1963 — Большой фитиль — участие
- 1963 — Это случилось в милиции — фотограф
- 1964 — товарищ Арсений — Ферапонт Данилович

### Озвучивание
- 1952 — Похищение — участие
- 1956 — Семья профессора Цзяна — сыщик
- 1959 — Подвиг рулевого — Ян
- 1960 — Волшебный цветок — Кот
- 1960 — Пласа Уинкуль — доктор Лафонт
- 1960 — Я пережил свою смерть — Унек. Роль Фреда Дельмаре